# Яков Каневський

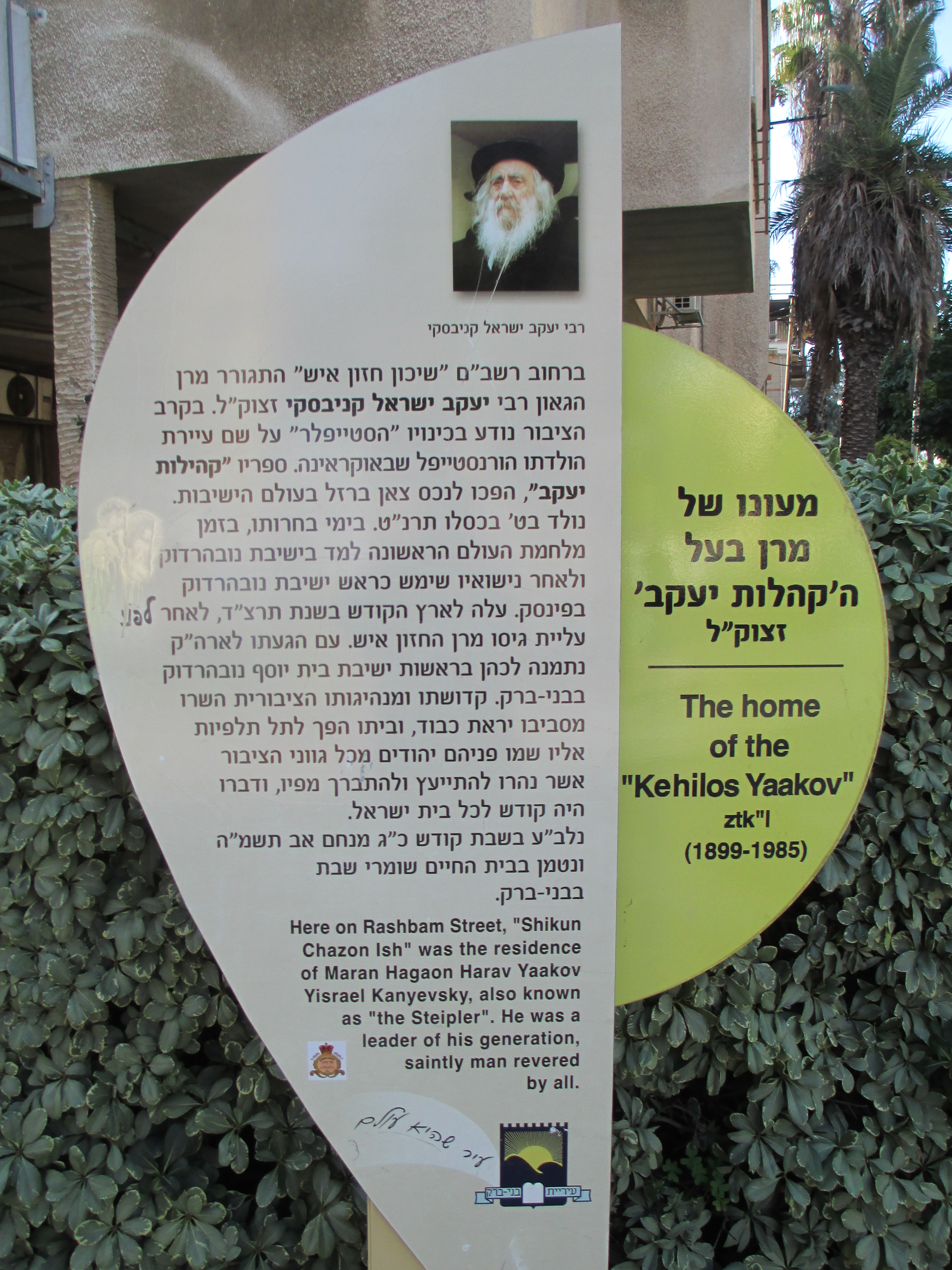
Меморіальна дошка рабину Якову Каневському на вулиці Рашбам у Бней-Браку

Яков Ісраель Каневський (івр. יעקב ישראל קניבסקי; 17 червня 1899 — 10 серпня 1985), на прізвисько Стайплер, рабин і один із лідерів юдаїстів-литваків в Ізраїлі, автор коментарів до Талмуду «Кегалот Яков» (івр. קהלות יעקב).

## Історія його життя
Народився в родині Бараки та Хаїма Переца Каневських у містечку Теофіполь, де його батько був місцевим шойхетом. Коли йому було 11 років, його батько помер, і його мати повернулася до своєї сім'ї в місто Горностайпіль (від назви якого походить його прізвисько «ілуй мі-Горностайполе» згодом скорочено до «Стайплер») поблизу Чорнобиля. Його батько був хасидом ребе рабина Мордехая Дова, а його син раббі Єгуди Лейба з горностайпільскої хасидської династії. Його ім'я «Яаков Ісраель» було дано йому на честь рабина Якова Ісраеля Тверського з Черкас, діда рабина Мордехая Дова.
Він почав навчатися в Новогрудській єшиві в місті Новогрудок ще до досягнення 12 років (1911). У зв'язку з початком Першої світової війни він відправився на заслання разом з єшивою до Гомеля у 1914 році, після чого був завербований до армії Російської імперії та охороняв військові об'єкти навколо Москви. У 1922 році він утік зі служби, як і багато інших молодих хлопців єшиви, та перетнув кордон з Польщею щоб приєднатисядо центрального відділення єшиви Новбардок у Білостоці. У 1925 році видав свою першу книгу «Брама мудрості» (שערי תבונה).
1927 року він одружився з Пешою Міріам Карліц, дочкою рабина Шмарігу Йосипа Карліца та сестрою Хазона Іша, який був сватом для обох. У 1927–1934 роках він був рабином єшиви «Бейт-Йосип»-Новгардок у Пінську, яку очолював рабин Шмуель Вайнтрауб .
У 1934 році, приблизно через вісім місяців після того, як його шурин, Хазон Іш, іммігрував до землі Ізраїль в Палестині, Яаков Ісраель також відправився до Палестини і оселився в Бней-Брак . Відразу після прибуття він був призначений рабином Мататіо Шечігелем головою місцевої єшиви Бейт Йосип. Разом з рабином Шахом він вважається духовним лідером православно-литовської громади. Більшу частину часу він приділяв навчанню та аудієнціям, а не громадським справам. Він був одним із президентів Chazon Ish і членом президії організації Atra Kadisha.
Яаков Ісраель наприкінці життя вже був погано чуючим, тому ті, хто підходив до нього, писали своє запитання чи прохання, а він відповідав і благословляв, прочитавши написане. В останні десятиліття після закриття єшиви Бейт Йосип він щороку проводив урок у колективі Чазон Іша в день смерті Чазон Іша куди приходило багато людей.

### Його смерть і похорон
Він помер у ніч на Шабат 1985 року і був похований на кладовищі Шомрі Шабат у Бней-Браку, біля могили Хазон Іша. На його похорон прийшло близько 200 тисяч людей.

## Політична заангажованість
Яаков Ісраель різко виступив проти Робітничої партії Агудат Ісраїль, назвавши її «однією з терористичних партій у Саду Божому», і додав: «Коли ми будемо врятовані, ця партія буде представлена на боці руйнівників і руйнівники релігії». Про лідерів партії він писав, що вони «зненавиділися корупцією і перетворили її на виразно матеріальну партію… і що вони є отрутою, яка заповзла в їхні ряди». У 1959 році, коли працівник Агудат Ісраїль був призначений головою місцевого ультраортодоксального списку в Бней-Брак, він разом з рабином Шахом наказав утриматися від голосування.
На виборах він приєднався до думки рабина Шаха і заявив: «Я і моя родина проголосуємо за ?». Це поклало початок кроку, який призвів до розколу Агудат Ісраїль і встановлення прапора Тори під час підготовки до виборів.

## Вшанування
Після його смерті вулиця Хахаїма Якова в районі Baali Malacha Center в Бней-Брак була названа на його честь, а назва району також була змінена на «Hachilot Ya'akov». Литваківська громада в цьому районі називається «Мішкенто Яаков» на його честь. Крім того, на його ім'я була заснована єшива «Кахалот Яаков», яка була розташована в Хазон-Єхезкелі та перенесена в Модіїн Іліт, а також єшива «Тефарат Ісраїль» в районі Гіват Шаул в Єрусалимі. Назву Талмуду Тори «Дереч Емет» у Петах-Тікві було змінено на «Баркат Яаков» на честь його імені, а мережа Талмуду Тори «Тефарат Яаков» у Бней-Браку та Єрусалимі та Модіїн Іліт названа на його честь. Також його ім'я вшанували на вулиці «Кахілот Яаков» у районі Рамат-Шломо в Єрусалимі та на вулиці «Харав Каневський» у Бейтар-Іліті.

## Дещо з його поглядів
Він скеровував членів єшиви в методах навчання і вдавався в такі деталі, як те, щоб виспатися (хоча сам спав менше). Його керівництвом у вивченні було повторення кожної вивченої сторінки чотири рази, перш ніж продовжити вивчення наступної сторінки. І чотири рази на кожен розділ перед вивченням інших розділів. Таким чином учень запам'ятає вивчений матеріал, отримає периферійні знання, а також досягне глибшого розуміння. Його настанови щодо стосунків між чоловіком і його дружиною відомі, заперечуючи лідерство гор-хасидів у цьому питанні.
Він був відомий своїм зневажливим ставленням до сучасної медицини. Було важко отримати від нього «схвалення» на операцію, за винятком випадків без повної анестезії. Він вважав, що лікарі часто використовують інвазивні методи лікування без достатніх знань. Поряд з цим він писав багато листів на тему «Нарвім». Цьому присвячено цілий розділ у його книзі, як посібник, щоб знати про це явище (а не помилково розглядати його як "страх перед Богом «, типовий для ультраортодоксальної молоді) і отримати відповідне лікування. Доктор Джейкоб Мордехай Грінвальд, ультраортодоксальний психолог зі Сполучених Штатів, опублікував після своєї смерті книгу „Поради та настанови“, яка також містила листи з питань розумової мудрості, які він отримав від рабина Каневського.

## Його сім'я
Його сином був рабин Хаїм Каневський. Після смерті дружини він жив у будинку доньки Йосефи, вдови рабина Шауля Барзема, який має ексклюзивне право на розповсюдження його книги „Кахайлот Яаков“. Інша донька, Ахува, була одружена з рабином Мордехаєм Шломо Берманом, одним із лідерів Понібізької єшиви.

## Його книги
- Sha'arei Tvuna — коментар з різних питань, який він опублікував у Пйотркув-Трибунальський у 2005 році .
- Громади Якова — десять частин, які він надрукував в Ізраїлі з 1836 по 1877 рік, не згідно з порядком трактатів. Вони знову вийшли у фотовиданні після його смерті, у 5755 році, і більшість із них знову в наступній серії.
- Kehalot Ya'akov — серія книг на замовлення Шас
- Уроки Тори — про міри, уроки та ваги в Галахі . У своїй книзі він підтримує метод свого зятя Хазона Іша на противагу методу рабина Авраама Хаїма Неа .
- Беркат Перец — про Тору
- Ціле життя — мораль і уроки
- Оповідач Дагарта [9] — три томи листів на різні теми, опубліковані після його смерті